# Cremastus cephalotes
Cremastus cephalotes är en stekelart som beskrevs av Sedivy 1970. Cremastus cephalotes ingår i släktet Cremastus och familjen brokparasitsteklar. Inga underarter finns listade i Catalogue of Life.